# Cyclostrema schrammii
Cyclostrema schrammii är en snäckart som beskrevs av Fischer 1857. Cyclostrema schrammii ingår i släktet Cyclostrema och familjen turbinsnäckor. Inga underarter finns listade i Catalogue of Life.